# Splitska
Splitska je priobalno mjesto na otoku Braču, u Splitsko-dalmatinskoj županiji. Administrativno je u sastavu grada Supetra.
Nalazi se 4 kilometra istočno od Supetra i 2 km zapadno od Postira. Prema popisu stanovnika iz 2001. godine, Splitska je imala 402 stanovnika.
Naselje se razvilo u 16. st., nakon osnutka u 13. st. u kojem su ga razorili omiški gusari. U Splitskoj se u antičko doba nalazila luka iz koje se izvozio brački kamen korišten za izgradnju Dioklecijanove palače u Splitu. U neposrednoj blizini Splitske, u kamenolomima Rasohe i danas se može vidjeti reljef Herakla ukesan u stijeni, djelo jednog od Dioklecijanovih klesara.
U 16. stoljeću generalni kapetan Francesco Morosini, vraćajući se s istoka sa svojom mornaricom, svratio je u Splitsku na nekoliko dana te se u tom lijepom mjestancu opskrbio drvima, mesom, vinom i sirom. U kolovozu 1722. boravio je više od 40 dana u lijepom naselju sagrađenom u pitomoj uvali tadašnji generalni providur, na obližnjem polju podigao svoj šator i održavao javna primanja i skupove. Kada je duždem imenovan Sebastian Mocenigo, providur je raznim svečanostima i paležom jedne obližnje šume proslavio to promaknuće. Splitska je već tada bila poznata ne samo kao lijepo mjestance, nego i kao sigurna pomorska luka u tome dijelu Brača.
Crkva posvećena Blaženoj Djevici Mariji u Stomorni sagrađena je na temeljima ranije crkve iz 1228. godine. Oltarnu palu Djevice sa svecima naslikao je 1577. godine Leadro Bassano, renesansni slikar iz Venecije. Vrijedno je spomenuti i dvorac obitelji Cerinić iz 1577. godine te ostatci crkvice sv. Jadre na putu prema Škripu iz V. st.
U Splitskoj su danas osnovne gospodarske grane poljodjelstvo, maslinarstvo i vinogradarstvo a sve se više razvija turizam.

## Stanovništvo
| broj stanovnika | 213   | 270   | 299   | 322   | 356   | 340   |       | 273   | 279   | 272   | 275   | 251   | 224   | 252   | 381   | 368   | 352   |
|                 | 1857. | 1869. | 1880. | 1890. | 1900. | 1910. | 1921. | 1931. | 1948. | 1953. | 1961. | 1971. | 1981. | 1991. | 2001. | 2011. | 2021. |

## Poznate osobe
- Cvijeta Job, hrvatska ilustratorica
- Roko Mišetić, hrvatski liječnik i političar[5]
- Nikola Cerinić,  najuspješniji alkar Sinjske alke s 12 pobjeda.[6]

## Spomenici i znamenitosti
- Crkva Uznesenja Marijina
- Kaštel Cerineo
- Crkva sv. Jadre
- Rasohe, antički kamenolom između Škripa  i Splitske